# Clemens (usurpateur)
Pour les articles homonymes, voir Clemens.
En l’an 16 Clemens est le premier usurpateur romain de l’histoire.
Après l’exécution d'Agrippa Postumus (par Tibère), son esclave, Clemens, se fit passer pour son maître dans le but de conquérir le trône impérial. Comme Agrippa Postumus est le petit-fils d’Auguste (premier empereur romain), il est légitime pour la souveraineté.
Après son usurpation, il se rend  en Gaule pour séduire la population de cette contrée à sa cause. Plus tard, il se rend à Rome dans l’objectif, disait Clémens, de « reconquérir la souveraineté de son aïeul ».
Le trouble s'étant par suite répandu parmi les habitants, et beaucoup d'entre eux se rangeant du parti de l'imposteur, Tibère le réduit adroitement en son pouvoir par l'intermédiaire d'agents qui feignirent d'embrasser sa cause ; puis, malgré la torture qu'on lui infligea pour lui arracher des révélations sur ses complices, comme il ne fit aucun aveu, il lui demanda : « Comment es-tu devenu Agrippa ? » — « Comme toi, César » répondit Clémens.